# Vinmonopolet
Vinmonopolet (с норв. — «Винная монополия»), обозначается символом Ⓥ и сокращается до Polet в разговорной речи — норвежская государственная компания и алкогольный монополист, владеющая сетью винных магазинов в стране. Это единственная сеть розничных магазинов в Норвегии, которая имеет право продавать алкогольные напитки крепостью более 4,75 %.
Компания является проводником политики норвежского правительства по ограничению потребления алкоголя гражданами, что достигается в первую очередь за счёт высокой стоимости продукции и ограничения доступа к ней. Основной целью Vinmonopolet объявляется ответственное распространение алкоголя при ограничении мотива частной экономической прибыли от алкогольной индустрии. На компанию также возлагаются обязательства по контролю за недопуском продажи алкоголя несовершеннолетним и покупателям, находящимся в состоянии алкогольного опьянения.
Магазины сети обычно закрываются раньше других магазинов, как правило, в будние дни в 18:00, по-субботам в 16:00, а по-воскресеньям не работают. В 2020 году Vinmonopolet продала 115 миллионов литров напитков.

## История

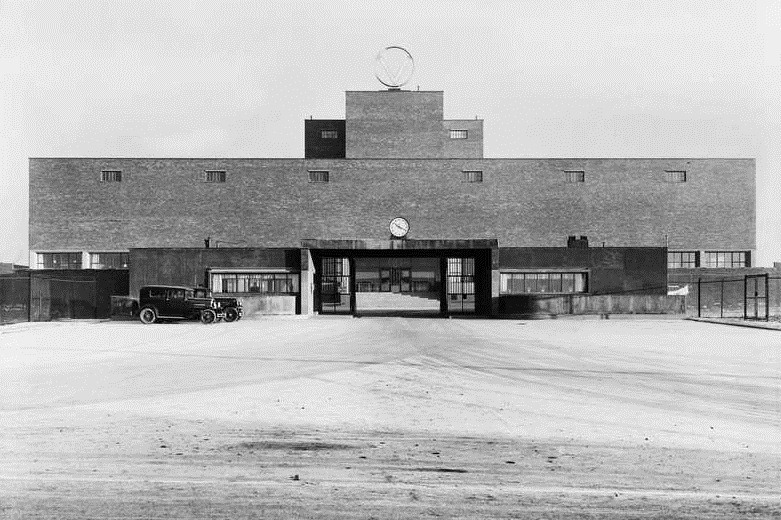
Бывшая штаб-квартира Vinmonopolet в районе Хасле (Осло в Осло. Предположительно 1932 год

Сеть была основана в 1922 году как государственная компания в результате торговых переговоров с экспортёрами вина, в основном из Франции. Запрет на продажу алкоголя был снят, и продажа была разрешена через торговые точки, управляемые Vinmonopolet.
С 1939 года государство, сначала через Министерство финансов Норвегии, а затем через Министерство здравоохранения и социального обеспечения Норвегии, является единственным владельцем компании, выкупая частных акционеров, оставаясь при этом акционерным обществом.
Импортная и производственная деятельность компании прекратилась в 1996 году, когда суд Европейской ассоциации свободной торговли (ЕАСТ) постановил, что монополия нарушает соглашение об Европейской экономической зоне (ЕЭЗ). Компания разделилась на фирму Arcus, которая продолжила всё производство, импорт и дистрибуцию спиртных напитков, оставив Vinmonopolet монополистом розничной торговли.
В 1999 году формат торговых точек был реструктурирован, почти все магазины перешли на самообслуживание, а в 2002 году начались продажи через интернет.

## Vinbladet
В 1988 году Vinmonopolet начала издавать журнал Vinbladet («Винный журнал» или «Виноградный лист»), который бесплатно распространялся среди покупателей. До этого название журнала использовалось для другого внутреннего издания, предоставлявшего сотрудникам информацию о продаваемых товарах.